# Корняну, Леонид Ефимович
Леони́д Ефи́мович Корня́ну (настоящая фамилия Корнфельд, рум. Leonid Corneanu; 1 января 1909, Кошница, Херсонская губерния — 26 ноября 1957, Кишинёв) — молдавский поэт, драматург и фольклорист.

## Биография
Леонид Корняну (до середины 1930-х годов публиковался под фамилией Корнфельд) родился в селе Кошница (теперь Дубоссарского района Молдовы) в 1909 году. У него были две сестры и шесть братьев. Окончил педагогический институт в Тирасполе, литературный институт в Харькове (1932) и аспирантуру при ИФЛИ (кандидат философских наук). С 1936 года работал в научном институте Молдавской АССР и преподавал в Тираспольском педагогическом институте.
Первые стихи опубликовал в журнале «Молдова литерарэ» (Литературная Молдова) в 1929 году, а уже в следующем году вышел первый поэтический сборник «Версурь фелурите» (Разные стихотворения, 1930). В 1933 году в Тирасполе вышел сборник «Авынтурь» (Вдохновение), в 1939 году — «Кынтече ши поезий» (Песни и стихотворения). Корняну был одним из зачинателей детской литературы в Молдавской АССР и на протяжении многих лет собирал молдавские народные песни, пословицы и поговорки. В 1939 году совместно с композитором Давидом Гершфельдом издал книгу «Кынтече нородниче молдовенешть» (Молдавские народные песни, с нотами), в 1941 году — «Провербе ши зикэторь нородниче молдовенешть» (Молдавские народные пословицы и поговорки).
Автор переиздававшихся школьных учебников по молдавской литературе (Н. Г. Корлэтяну, Л. Е. Корняну «Древняя молдавская литература»). В 1937 году на Тираспольском партийном активе вместе с Самуилом Лехтциром подвергся критике за включение классиков румынской литературы Кошбука, Эминеску, Александри в переиздававшиеся хрестоматии молдавской литературы для 3—4 классов средней школы и в целом за «теорию наследства» — взгляды на классическую румынскую литературу как общее наследие современной румынской и молдавской литератур; на основании этого оба были обвинены в «румынофильстве». После присоединения Бессарабии к ССС в 1940 году поселился в Кишинёве.
22 июня 1941 года был призван в армию, до 1944 года служил в лагере военнопленных № 180 НКВД СССР, капитан (его жена с детьми и родителями была эвакуирована из Кишинёва в Новосибирск). По демобилизации вернулся в Кишинёв.
В послевоенные годы Корняну написал ряд пьес (в том числе музыкальных комедий), поставленных различными театрами республики: «Ин вэиле Молдовей» (В долинах Молдавии, совместно с Яковом Кутковецким, музыка Е. Коки, 1945), «Феричиря Мэриоарей» (Марийкино счастье, совместно с Е. Геркеном, музыка Е. Коки, 1951), «Ковёр Иляны» (1953), «За голубым Дунаем» (1955), «Изворул фрэцией» (Источник братства, 1956), водевиль «Горечь любви» (1957). Некоторые из них вошли в изданный на русском языке Госиздатом в Кишинёве сборник «Пьесы» (1956); «Марийкино счастье» ставилась русскими театрами в разных городах СССР.
В 1955 году по сценарию Леонида Корняну режиссёром Борисом Барнетом на Киностудии имени Горького был поставлен первый молдавский игровой фильм «Ляна» (второй режиссёр — Марлен Хуциев, режиссёр-практикант — Леонид Гайдай). В том же году вышел первый молдавский художественный фильм-обозрение «Молдавские напевы» с песнями Леонида Корняну, Григория Перова и Якова Зискинда (режиссёр А. Золотницкий, оператор П. Тодоровский). В 1947 году вышел поэтический сборник «Из долины Днестра» и уже посмертно том избранных произведений (1958), книги «Версурь» (Стихи, 1965) и «Поезий» (Стихотворения, 1970).
Корняну перевёл на молдавский язык произведения Тараса Шевченко, Владимира Маяковского, Александра Безыменского, Демьяна Бедного и других поэтов, роман «Герой нашего времени» М. Ю. Лермонтова. Песни на стихи Леонида Корняну написали композиторы Д. Г. Гершфельд, С. В. Златов, С. Д. Орфеев, Н. С. Пономаренко, Е. К. Кока, А. Б. Муляр, Ш. Б. Аранов, А. П. Каменецкий; их исполняли Валентина Савицкая, Тамара Чебан, Владимир Кокоц, Яна Левицкая, оркестр Шико Аранова, особенной известностью пользовалась песня «Ляна» из одноимённого кинофильма.

## Семья
- Жена — Софья Ильинична Корнфельд (урождённая Файншель, 1912—1981). Дочери — Леолина Корнфельд (род. 1936) и Талла Корнфельд—Корняну (по мужу Райтбург, 1941—2008).
- Сестра — Розалия Ефимовна Корнфельд (1912—1983), лингвист, специалист по сравнительной грамматике молдавского языка, кандидат филологических наук (1954)[11][12][13].

### На молдавском языке
- Versuri felurite (Леонид Корнфельд). Тирасполь, 1930.
- Tiraspolul (Леонид Корнфельд). Тирасполь, 1932.
- Avânturi (Леонид Корнфельд). Тирасполь, 1933.
- Pionierii în ţeh (Леонид Корнфельд). Тирасполь—Балта, 1934.
- Lumini şi umbre (Леонид Корнфельд). Тирасполь, 1935.
- Cântece şi poezii. Тирасполь, 1939.
- Din Valea Nistrului. Кишинёв, 1947.
- Povestea lui Petrică. Кишинёв, 1951.
- Fericirea Mărioarei (с Е. Геркеном). Кишинёв, 1951.
- Nătălica mititica. Кишинёв, 1954.
- Opere alese. Кишинёв, 1954.
- Piese. Кишинёв. 1956.
- Versuri. Кишинёв: Литература артистикэ, 1965.
- Poezii. Кишинёв: Картя молдовеняскэ, 1970.
- Scrieri. Кишинёв, 1973.
- Izvorul frăţiei, I—II. Кишинёв: Литература артистикэ, 1977—1978.

### На русском языке
- Пьесы. Кишинёв: Госиздат Молдавии, 1956. — 410 с.
- В Днестровской долине: Стихи. Авторизованный перевод с молдавского. Кишинёв: Шкоала советикэ, 1956. — 106 с.

### Прочее
- Поэты Советской Молдавии: Сборник стихов. Составители: Леонид Корняну, Андрей Лупан. Под ред. С. Маршака, М. Голодного. Кишинёв: Государственное издательство Молдавии, 1947. — 260 с.
- Молдавский фольклор: Песни и баллады. Составление и вступительная статья В. Галица, Л. Корняну и В. Коробан. М.: Гослитиздат, 1953. — 332 с.
- М. Долган. Креация луй Л. Корняну ын шкоалэ (Произведения Л. Корняну в школе). Кишинёв: Лумина, 1981.